# Daniel Kottke
Daniel Kottke (4 de abril de 1954) é um cientista da computação estadunidense, conhecido pela sua participação como um dos primeiros empregados da empresa Apple Inc..

## Apple
Kottke foi o empregado número 12 da Apple. Ele montou e testou o primeiro computador Apple I com o co-fundador Steve Wozniak na garagem de Steve Jobs em 1976. Antes da formação da empresa, Kottke foi amigo próximo de Jobs, o qual conheceu no Reed College. Os dois viajaram para a Índia juntos em busca de iluminação espiritual.

## Entrevista
- Daniel Kottke on Silicon Valley innovation culture and his trip to India with Steve Jobs during their hippie years.
- Triangulation Episode 31: Daniel Kottke